# Crystal Warriors
Crystal Warriors (アーリエル クリスタル伝説?, Arliel: Crystal Densetsu, lett. "Arliel: Crystal Legend") è un videogioco di ruolo sviluppato e pubblicato da SEGA per Sega Game Gear nel 1991 in Giappone e successivamente pubblicato anche in Europa e negli USA nel 1992. Nel solo territorio nipponico è stato pubblicato, nel 1995, l'unico sequel di cui si abbia traccia, Royal Stone.

## Modalità di gioco
In Crystal Warriors il giocatore controlla un team di personaggi, che va da un minimo di una unità ad un massimo di 9. La principessa, protagonista della storia, dev'essere sempre presente nel team durante il gioco e la sua sconfitta comporta il game over.
Il gioco si compone di 16 diversi scenari dove 2 squadre, una controllata dal giocatore e una dall'intelligenza artificiale, si scontrano fino alla vittoria di una o dell'altra fazione. Caratteristica peculiare di Crystal Warriors infatti è quella di unire le caratteristiche del gioco di ruolo (livello personaggi, equipaggiamento, elementi) in un gioco organizzato essenzialmente come un titolo strategico. Un esempio molto simile di questo gameplay lo si ha nella famosa saga Nintendo di Fire Emblem.
Ogni livello ha caratteristiche del terreno che formano colli di bottiglia o rallentano l'avanzata delle unità. Il giocatore controlla unità specializzate appartenenti a un particolare gruppo elementale e la maggior parte della strategia ruota attorno all'elemento di una data unità, alla sua specialità e al posizionamento. Ogni elemento è debole per uno e forte contro un altro in un sistema stile carta -forbice-sasso. Le unità elementali del fuoco sono forti contro le unità elementali del vento, mentre le unità del vento sono forti contro l'acqua, e a loro volta le unità dell'acqua sono forti contro il fuoco. Le unità terrestri non hanno particolari punti di forza o debolezza rispetto ad altri elementi, tuttavia, ad eccezione delle Principesse e dell'Imperatore Jyn, le unità terrestri sono tutte maghi o guaritori e hanno una bassa difesa di base, rendendole vulnerabili alle unità combattenti, a meno che non raggiungano il livello 9, nel qual caso diventano le più forti unità nel gioco.
Ogni volta che un'unità del giocatore attacca un'unità nemica o viceversa, ha luogo una battaglia. Una battaglia consiste in due round in cui le unità possono combattere con armi da mischia, incantesimi o mostri. in base alle tipologia di unità. L'unità attaccante colpisce per prima in ogni round. Ogni unità acquisisce quattro punti esperienza per aver sconfitto un nemico a prescindere dl livello del nemico. Ogni volta che l'unità guadagna 10 punti esperienza aumenta di livello, acquisendo statistiche più elevate, fino a un livello massimo di 9. Le unità combattenti possono anche sconfiggere e "domare" mostri (a cui è assegnato anche un elemento) in ogni livello, e usarli in battaglia fino ad un massimo di 4 mostri contemporaneamente per unità combattente. I mostri, anche se molto deboli, sono utili per evitare la debolezza elementale (un Signore del Fuoco, ad esempio, può domare un mostro del Vento e usarlo in combattimento contro un Combattente dell'Acqua, ribaltando così il vantaggio elementale). Nuove unità, armi, armature e incantesimi possono essere acquistati nelle città insieme a informazioni sulla natura del livello successivo, che possono influenzare la scelta delle unità da parte del giocatore.

## Accoglienza
Il gioco ha ricevuto buone recensioni alla sua uscita originale, di cui 4/5 da GamePro, 80% da Mega Fun (Germania), 80% da Player One (Francia),  e 91% da Sega Force (Svezia); viceversa Damien McFerran di Nintendo Life gli ha assegnato una valutazione media di cinque stelle su dieci, affermando: "Mentre molti giochi di ruolo dei primi anni '90 rimangono sorprendentemente giocabili anche oggi, Crystal Warriors è un esempio di una reliquia del passato che merita davvero che rimanga li. " mentre Jacob Whritenour di Hardcore Gamer è stato molto più positivo e ha scritto che il gioco" merita un remake ".